# Pierre Victor Adolphe Ferret
Pour les articles homonymes, voir Pierre Ferret et Ferret.
Pierre Victor Adolphe Ferret, né à Réalmont le 30 mai 1814 et mort à Altamira (République dominicaine) le 4 septembre 1882, est un explorateur français.

## Biographie
Il entre à l’École spéciale militaire en 1832 et en sort en 1834. Sous-lieutenant d'infanterie (1835), il est reçu à l’École d'application d'état-major en 1837.
Lieutenant au corps royal d’état-major (1839), il y rencontre Joseph Germain Galinier. Les deux hommes demandent alors à Edmond Combes d'être envoyé en mission en Abyssinie. De 1839 à 1843, ils parcourent alors le Tigré, l'Amhara et les côtes de l'Arabie. Ferret est nommé capitaine en 1841. Les deux hommes établissent de nombreux relevés et établissent des cartes remarquées de l'Abyssinie.
En 1848, il est blessé en combattant les insurgés à Paris. En 1851, il est détaché au 3e régiment de spahis à Constantine et participe au combat de Kala (1er août 1852) et à la razzia du Zelarma (10 mars 1853).
Il fait partie en 1854 de l'expédition de Djurjura en Kabylie où il est promu chef d'escadron (31 mars 1855). Après plusieurs années en Kabylie, il rentre en France en 1859 où il est nommé Lieutenant-colonel puis chef d'état-major. Il sert alors à Oran, devient Colonel (1864) puis Commandant (1869) avant d'être nommé chef d'état-major de la 1re division d'infanterie de la Garde impériale.
Il participe à la guerre de 1870 à Metz où il est fait prisonnier. Il est alors envoyé en Allemagne (1871). À son retour en France, il obtient le grade de général de brigade (20 avril 1871) et reste en disponibilité jusqu'en 1875. Réserviste, il est mis à la retraite le 5 septembre 1878 et s'expatrie en République Dominicaine où il dirige une hacienda.
Il meurt à la hacienda de Túnel à Altamira en République Dominicaine.

## Œuvres
- Voyage en Abyssinie, dans les provinces du Tigré, du Samen et de l'Amhara, 3 vols., avec Galinier, 1847

## Distinctions
- Chevalier de la Légion d'honneur, 1844
- Officier de la Légion d'honneur, 1848
- Commandeur de la Légion d'honneur, 1865